# Beta Regio
Beta Regio is een regio op de planeet Venus. Beta Regio werd in 1979 genoemd naar bèta, de tweede letter van het Grieks alfabet.
De vulkanische regio bevindt zich in het gelijknamige quadrangle Beta Regio (V-17) en het quadrangle Devana Chasma (V-29). Beta Regio is een elliptisch gevormde vulkanische verhoging van ongeveer 3000 op 2500 kilometer, met een grote noordzuid-as, oplopend tot meer dan 5000 meter boven de gemiddelde straal van de planeet. De regio is gelegen rond Theia Mons, een grote schildvulkaan, waarrond drie breuksystemen radiaal zijn gevormd. Een van deze breuken, Devana Chasma, lijkt ouder te zijn dan de vulkanen en verbindt (via Rona Chasma) Phoebe Regio in het zuiden met Rhea Mons in het noorden. Recent onderzoek zou erop wijzen dat de vorming van dit gebied gedurende enkele honderden miljoenen jaren zou hebben plaatsgevonden, ongeveer tussen 700 en 400 miljoen jaar geleden.